# Goodbye (Feder)
Goodbye is de debuutsingle van de Franse dj Feder, uitgebracht in 2015 en ingezongen door zangeres Lyse.
In Feders thuisland Frankrijk, waar het de nummer 1-positie haalde, en veel andere Europese landen werd het nummer één van dé zomerhits van 2015. In de Nederlandse Top 40 haalde het nummer een bescheiden 24e positie, maar in de Vlaamse Ultratop 50 was het nummer veel succesvoller met een 3e positie.